# Gilles de Viterbe
Ne doit pas être confondu avec Ægidius, Gilles Deschamps, Gilles de Rome ou Gilles de Lessines.
Gilles de Viterbe (ég. Ægidius de Viterbe, Egidio da Viterbo) (né en 1469 à Viterbe, alors dans les États pontificaux et mort le 12 novembre 1532 à Rome) est un cardinal italien, membre des Augustins, philosophe, théologien, orateur, humaniste, kabbaliste et poète des XVe et  XVIe siècles.

## Biographie
Gilles de Viterbe est né à Viterbe, de parents riches et nobles, son père était Antoninus et sa mère, Maria del Testa. Il entra en 1488 dans l'ordre des Augustins et, après avoir étudié chez eux à Viterbe, il fut fait docteur en théologie. Il s'installa à Florence. Sa réputation de prêcheur lui valut d'être appelé en 1497 à Rome par le pape Alexandre VI. Celui-ci lui interdit de retourner à Florence. En 1503, il devint général de son ordre. Par la suite, il fut "le prédicateur et le théologien de Léon X".
Il est connu pour l'audace et le sérieux du discours qu'il prononça à l'ouverture du Ve concile du Latran qui se tint en 1512.
Léon X le nomme cardinal lors du consistoire du 1er juillet 1517. Il lui confie successivement plusieurs sièges et l'emploie comme légat dans d'importantes missions. Le 2 décembre 1523, il devient évêque de Viterbe et le restera jusqu'à sa mort.
Cette même année, le pape lui confère le titre de Patriarche latin de Constantinople.
Son zèle pour une réforme réelle de l'Église l'incita à présenter à Adrien VI un mémorandum. Homme instruit et rempli de vertu, membre du Grand Sénat pontifical, il jouissait d'une grande estime et beaucoup le jugeaient destiné à succéder au pape Clément VII.

## Cabaliste chrétien
Dans l'histoire du judaïsme, il est associé au grammairien Élie Lévita, qui lui enseigna l'hébreu. Quand les troubles de la guerre conduisirent Levita de Padoue à Rome, il fut accueilli chez Égidius, où il fut hébergé pendant plus de dix ans. C'est là que commença la carrière de Levita qui devint le plus connu de ceux qui enseignèrent la tradition hébraïque aux notables chrétiens. La première édition du Baḥour de Levita (Rome, 1518) est dédiée à Égidius qui avait introduit son hôte à l'antiquité classique et au grec, lui permettant ainsi d'utiliser cette langue dans ses travaux lexicographiques en hébreu - en 1521 Levita reconnut sa dette en dédiant sa Concordance au cardinal.
Égidius semble avoir été moins motivé par des raisons philologiques que par le désir de pénétrer les mystères de la Kabbale. Il appartenait au groupe des cabalistes chrétiens du XVIe siècle, parmi lesquels Johannes Reuchlin et Pic de la Mirandole furent les plus éminents. Ils croyaient que le mysticisme juif, et en particulier le Zohar, contenait le témoignage incontestable de la vérité de la religion chrétienne. Au cours du conflit de Reuchlin avec les obscurantistes (1507-1521), dans laquelle il s'agissait de la conservation même des livres juifs, le cardinal écrivit à son ami en 1516 : « Pendant que nous travaillons en ton nom, ce n'est pas toi que nous défendons, mais la loi ; ce n'est pas le Talmud, mais l'Église ».
Égidius employa également un autre érudit juif, Baruch de Bénévent, pour lui traduire le Zohar (ou Livre de la Splendeur). Ce dernier peut aussi avoir été partiellement l'auteur des nombreuses traductions et des traités cabalistiques qui ont paru sous le nom d'Égidius. Le cardinal était un collectionneur de manuscrits hébraïques, et on peut encore en voir un grand nombre à la Bibliothèque de Munich, portant à la fois des traces légères de sa signature et de brèves annotations en latin.
La biblioteca Angelica, à Rome, conserve un vieux manuscrit de la Bible, donné par Léon X à Égidius. Le British Museum contient une copie du Yalkut ha-Makiri  et le Midrash sur les petits prophètes, écrit pour le cardinal à Tivoli, en 1514, par Johanan b. Jacob Sarkuse. L'étude de la littérature juive conduisit le cardinal à porter aux juifs eux-mêmes un intérêt amical, qu'il manifesta tant dans le soutien énergique qu'il donna à Reuchlin dans son combat cité plus haut que dans la tentative manquée qu'il fit en 1531, de concert avec le cardinal Girolamo Ghinucci, pour empêcher que fût promulgué l'édit papal autorisant l'introduction de l'Inquisition contre les marranes.

## Œuvres
Il avait une connaissance approfondie de l'Écriture et était très versé en grec et en hébreu.
Nombreux sont les écrits qu'on attribue généralement à Égidius. La plupart d'entre eux se trouvent sous forme de manuscrits à la Bibliothèque Nationale de France, mais leur authenticité a encore besoin d'être établie. Mis à part quelques travaux mineurs sur la langue hébraïque, ils sont en grande majorité de nature cabalistique. On trouverait difficilement un classique de la mystique juive médiévale qu'il n'ait pas traduit, annoté ou commenté. Parmi ces travaux on peut mentionner le Zohar.
Seuls quelques-uns de ses écrits ont été imprimés dans le troisième volume de la Collectio Novissima de Martène. Pressé par Clément VII de publier ses œuvres, il aurait répondu, selon l'augustin Thomas de Herrera, qu'il craignait de contredire des hommes célèbres et d'une grande sainteté par sa façon d'exposer l'Écriture. Le pape lui aurait dit en retour que le respect dû aux hommes ne devait pas le dissuader, et qu'il était parfaitement autorisé de prêcher et d'écrire ce qui était contraire à l'opinion des autres, à condition que l'on ne s'écartât pas de la vérité et de la tradition commune de l'Église.
Son œuvre originale la plus importante est un traité historique : Historia viginti sæculorum per totidem psalmos conscripta. De façon philosophico-historique, elle traite l'histoire du monde, avant et après la naissance de Jésus. Précieuse pour l'histoire du temps de l'auteur, elle offre une certaine analogie avec le fameux Discours sur l'histoire universelle de Bossuet.
Les six livres de son importante correspondance (1497-1523) concernent les affaires de son ordre, et une grande partie est adressée à Gabriel de Venise, son successeur ; ils sont conservés à Rome à la Bibliotheca Angelica. Le cardinal Hergenröther apprécie particulièrement la lettre circulaire dans laquelle Aegidius annonce sa démission du poste de général de l'Ordre augustinien (27 février 1519).
Parmi d'autres travaux connus d'Égidius on cite un commentaire sur le premier livre des Sentences de Pierre Lombard, trois Eclogae Sacrae, un dictionnaire des racines hébraïques, un Libellus de ecclesiae incremento, un Liber Dialogorum, et une Informatio pro sedis apostolicae auctoritate contra Lutheranam sectam.